# Elbow

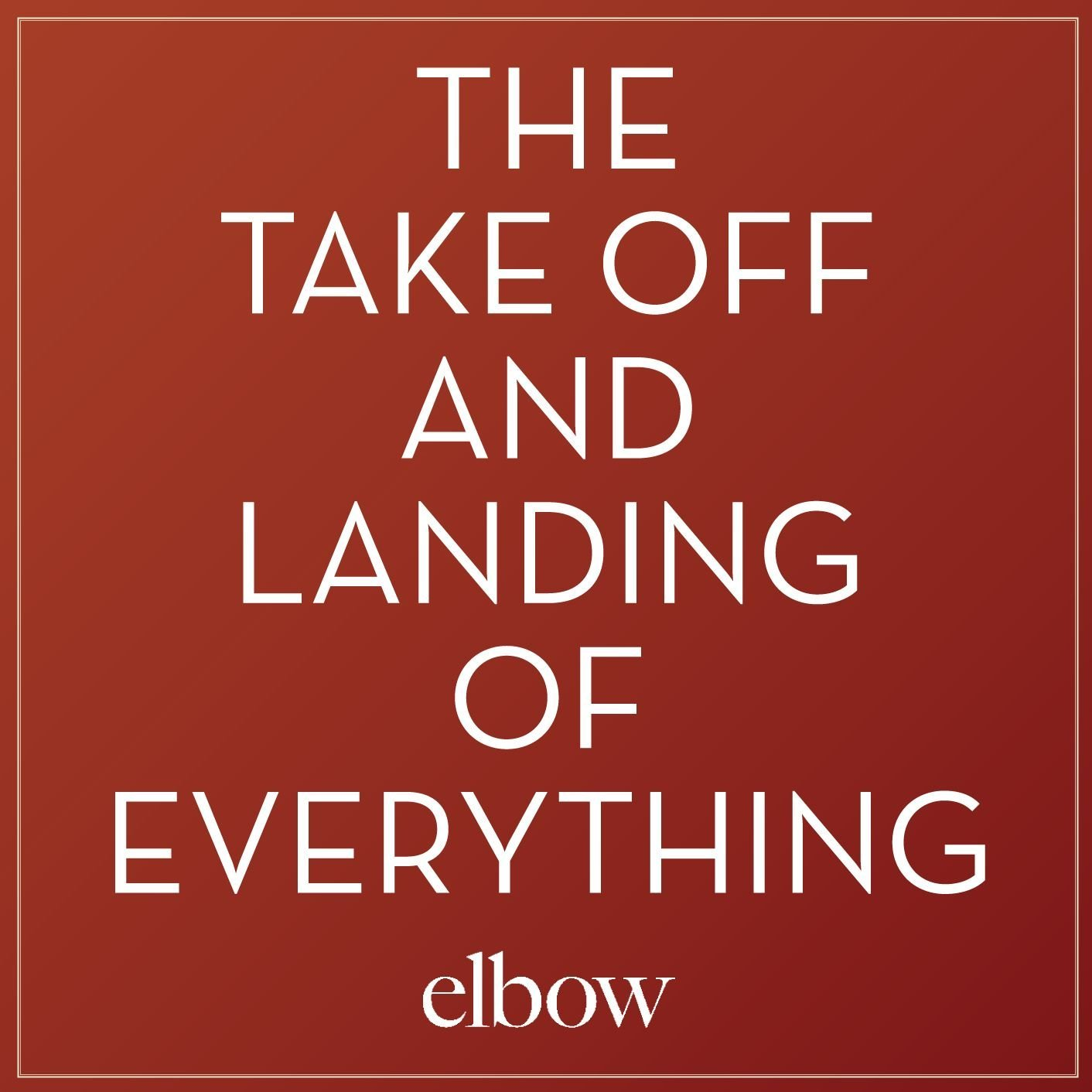
The Take Off and Landing of Everything

Elbow, brittisk popgrupp som bildades 1997 i Manchester, England. Gruppen spelar en blandning mellan drömpop och britpop.

## Medlemmar
Nuvarande medlemmar
- Guy Garvey – sång, gitarr (1997–)
- Craig Potter – keyboard, sång (1997–)
- Mark Potter – gitarr, sång (1997–)
- Pete Turner – basgitarr (1997–)

Tidigare medlemmar
- Richard Jupp – trummor (1997–2016)

## Diskografi
Studioalbum
- Asleep in the Back (2001)
- Cast of Thousands (2003)
- Leaders of the Free World (2005)
- The Seldom Seen Kid (2008)
- Build A Rocket Boys! (2011)
- The Take Off and Landing of Everything (2014)
- Little Fictions (2017)
- Giants of All Sizes (2019)
- Flying Dream 1 (2021)
- Audio Vertigo (2024)

Livealbum
- Live From London (2008)
- The Seldom Seen Kid Live At Abbey Road (2009) (Med The BBC Concert Orchestra)
- Live At Jodrell Bank (2013)

Samlingsalbum
- Indie Store Sampler (2005)
- Dead in the Boot (2012)
- The Definitive Vinyl Album Box Set (2012)

EP
- Noisebox EP (1998)
- The Newborn EP (2000)
- The Any Day Now EP (2001)
- iTunes Live from London EP (2008)

Singlar (topp 100 på UK Singles Chart)
- "Red" (2001) (#36)
- "Powder Blue" (2001) (#41)
- "Newborn" (2001) (#42)
- "Asleep in the Back" / "Coming Second" (2002) (#19)
- "Fallen Angel" (2003) (#19)
- "Fugitive Motel" (2003) (#44)
- "Not a Job" (2004) (#26)
- "Forget Myself" (2005) (#22)
- "Leaders of the Free World" (2005) (#53)
- "Grounds for Divorce" (2008) (#19)
- "One Day Like This" (2008) (#4)
- "Open Arms" (2011) (#58)
- "New York Morning" (2014)[1] (#130)
- "Fly Boy Blue" / "Lunette" (2014) (#183)
- "My Sad Captains" (2014)
- "What Time Do You Call This?" (2015)